# Колинело (Форли-Чезена)
Колинело (итал. Collinello) је насеље у Италији у округу Форли-Чезена, региону Емилија-Ромања.
Према процени из 2011. у насељу је живело 103 становника. Насеље се налази на надморској висини од 245 м.